# إليزابيث باتون
إليزابيث باتون (بالإنجليزية: Elizabeth Paton)‏ هي مجدفة بريطانية، ولدت في 8 نوفمبر 1952.

## وصلات خارجية
- إليزابيث باتون على موقع الاتحاد الدولي للتجديف (الإنجليزية)
- إليزابيث باتون على موقع اللجنة الأولمبية الدولية (الإنجليزية)
- إليزابيث باتون على موقع أوليمبيديا (الإنجليزية)